# Gospodarka Robinsona Crusoe
Gospodarka Robinsona Crusoe – klasyczna nazwa modelu ekonomicznego, składającego się z jednej firmy, jednego konsumenta i dwóch dóbr. W tej gospodarce Robinson Crusoe jest zarówno jedynym konsumentem, jak i producentem, więc może przeznaczać swój (ograniczony) czas na konsumpcję (opalanie się na plaży) lub pracę (zbieranie orzechów kokosowych). Im więcej orzechów zbierze, tym więcej ma do zjedzenia, ale kosztem alternatywnym jego pracy jest utracony czas wolny. Model ten jest często wykorzystywany do celów dydaktycznych ze względu na to jak upraszcza złożoną rzeczywistość. Gospodarka Robinsona Crusoe jest wykorzystywana w wielu dziedzinach ekonomii, przede wszystkim w mikroekonomii do symulacji zachowania konsumentów, producentów i znajdowania równowagi. Stosuje się ją też w finansach do badania różnych rodzajów dóbr publicznych lub do modelowania wzrostu dla krajów słabo rozwiniętych lub rozwijających się.

## Główne założenia
W warstwie opisowej model zakłada, że Robinson rozbił się na bezludnej wyspie, czyli:
1. Wyspa jest odcięta od świata (nie może handlować)
2. Tylko Robinson podejmuje decyzje
3. Cała produkcja jest uzależniona od zasobów wyspy
4. Robinson jest producentem – chce zmaksymalizować zyski, ale też konsumentem – chce zmaksymalizować swoją użyteczność

Przekładając ten opis na język ekonomii, model gospodarki Robinsona Crusoe zakłada:
1. Zamkniętą gospodarkę,
2. Racjonalnego agenta,
3. Egzogeniczne zasoby początkowe,
4. Rozwiązywanie problemu maksymalizacji zysku i użyteczności.

Robinson ma dwa rodzaje działalności – może generować dochód lub spędzać czas wolny (jest to sytuacja analogiczna do wyborów podejmowanych przez gospodarstwa domowe, które dostarczają siłę roboczą).
W przypadku tego modelu gospodarki Robinson generuje dochód dla swojej firmy (której jest zarówno jedynym pracownikiem, jak i jedynym udziałowcem) przez zbieranie orzechów kokosowych. Jako konsument jest jedynym kupującym od przedsiębiorstwa i czerpiącym użyteczność z wyprodukowanych dóbr. Model zakłada, że im więcej czasu zbiera kokosy, tym mniej odpoczywa i odwrotnie – im więcej odpoczywa, tym mniej ma czasu na zbieranie kokosów.
Ponadto, możliwość handlowania może zostać dodana do założeń modelu przez wprowadzenie dodatkowej postaci – Piętaszka – sługi Robinsona z książki Defoe. W założeniach modelu uwzględnia się jednak, że Piętaszek ma równe zdolności decyzyjne co Crusoe.

## Krzywa produkcji oraz krzywa obojętności
Krzywa obojętności Robinsona pokazuje jego preferencje dotyczące wypoczynku i konsumowania orzechów kokosowych. Funkcja produkcyjna przedstawia natomiast ilość zbieranych kokosów w zależności od technologii, którą stosuje oraz ilość czasu poświęconego na pracę.
Funkcja produkcji jest wklęsła w dwóch wymiarach i quasi-wypukła w trzech wymiarach. Oznacza to, że im więcej Robinson pracuje, tym więcej kokosów zbierze (zwiększy produkcję). Ale z powodu prawa malejących przychodów liczba orzechów, które otrzymuje z każdej dodatkowej godziny pracy maleje (następuje zmniejszenie krańcowych przyrostów produkcji całkowitej). Powodem malejących krańcowych przychodów może być na przykład to, że: Robinson zebrał już wszystkie kokosy w okolicy i musi szukać ich w innych zakątkach wyspy.
Punkt, w którym Crusoe osiągnie równowagę między liczbą godzin pracy i ilością godzin którą poświęca na relaks, można znaleźć, gdy najwyższa krzywa obojętności jest styczna do funkcji produkcji. Będzie to najbardziej preferowany punkt Crusoe pod warunkiem, że ograniczenie technologiczne jest podane i nie można go zmienić. W tym punkcie równowagi nachylenie najwyższej krzywej obojętności musi być równe nachyleniu funkcji produkcji.
MPL = MRS Odpoczynek, kokosy
gdzie
MPL = krańcowy produkt pracy
MRS Odpoczynek, kokosy = Krańcowa stopa substytucji pomiędzy czasem wolnym, a ilością spożytych kokosów

## Podwójna rola Robinsona Crusoe
Zakłada się, że Robinson postanawia nie być jednocześnie producentem i konsumentem, lecz, że naprzemiennie będzie poświęcał dzień na produkowanie (zbieranie kokosów) oraz konsumowanie. Może tak założyć, ponieważ nie ma zbyt wiele rzeczy do robienia na bezludnej wyspie i chce urozmaicić swój czas. Od tego momentu jego dwie role: producenta i konsumenta, są badane osobno. Takie założenie ma zastosowanie w rozumieniu podstawowej formy teorii konsumenta i teorii producenta w mikroekonomii. W celu podzielenia swojego czasu, musi stworzyć dwa rynki. Rynek kokosowy i rynek pracy. Zakłada także firmę, której jest jedynym udziałowcem. Firmie robinsona zależny na maksymalizacji zysków. W tym celu musi zdecydować, ile siły roboczej zatrudnić (ze względu na to, że firma zatrudnia tylko Robinsona, ilość siły roboczej oznacza ilość godzin jakie Robinson ma spędzić na zbieraniu kokosów) i ile kokosów wyprodukować zgodnie z panującymi na rynku kokosów cenami. Jako pracownik, Robinson będzie dostawać wynagrodzenie, jako akcjonariusz będzie wypłacać sobie zyski z przedsiębiorstwa, a jako konsument będzie decydować, ile kokosów nabywać przy dochodach oraz cenach określonych na rynku kokosów. W celu uproszczenia zakłada się, że Robinson stworzył walutę o nazwie „Dolary” oraz że Cena kokosa jest równa 1,00 $ (to założenie ma na celu ułatwienie obliczeń na przykładzie liczbowym, ponieważ uwzględnienie cen nie zmienia wyniku analizy, a istotna jest jedynie względna relacja cen – dobro któremu przypisujemy cenę jednostkową nazywa się numeraire).

## Perspektywa producenta
Zakłada się, że firma produkuje ilość C kokosów oraz że osiąga π zysków. Wynagrodzenie pracownika oznaczone jest literą w, a litera L oznacza ilość siły roboczej która będzie zatrudniona. Opisują to równania:
{\displaystyle \pi } = C – wL
C = {\displaystyle \pi } +wL
Pierwsze z nich stanowi problem maksymalizacji firmy, a drugie ograniczenie budżetowe konsumenta. Powyższa funkcja opisuje izolinię zysku (kombinację pracy i produkowanych orzechów, której dają stały zysk {\displaystyle \pi .}). Zyski są maksymalizowane, gdy krańcowy produkt pracy jest równy wynagrodzeniu za pracę (krańcowemu kosztowi produkcji).
MPL = w
Gdzie MPL oznacza krańcowy produkt pracy.

## Perspektywa konsumenta
Jako konsument, Robinson Crusoe będzie musiał zdecydować, ile czasu pracować (czyli ile czasu, który mógłby poświęcić na wypoczynek sprzedać swojemu przedsiębiorstwu). Teoretycznie mógłby zdecydować, żeby w ogóle nie pracować, skoro posiada prawo do zysku przedsiębiorstwa, ale załóżmy bardziej realistyczny scenariusz, w którym Robinson decyduje pracować.
Zakłada się, że praca jest uważana przez Robinsona za „złą”, to znaczy, że jest uznawana przez konsumenta jako „towar”, którego nie lubi. Obecność pracy w koszyku konsumpcyjnym obniża użyteczność, którą czepie ze spędzania czasu. Z drugiej strony kokosy są towarem, dlatego krzywe obojętności są dodatnio nachylone. Maksymalna ilość siły roboczej jest oznaczona jako L’. Odległość od L’ do wybranej podaży pracy, oznaczonej jako L* pokazuje popyt Robinsona na wypoczynek. Linia budżetowa Crusoe ma nachylenie w i przechodzi przez punkt (0, {\displaystyle \pi }). Nawet jeżeli sprzeda 0 swojego czasu firmie i nie będzie pracował, będzie posiadał {\displaystyle \pi } kokosów (dolarów) do konsumpcji. Obrazuje to, ile Robinson będzie gotów pracować i ile konsumować w punkcie gdzie:

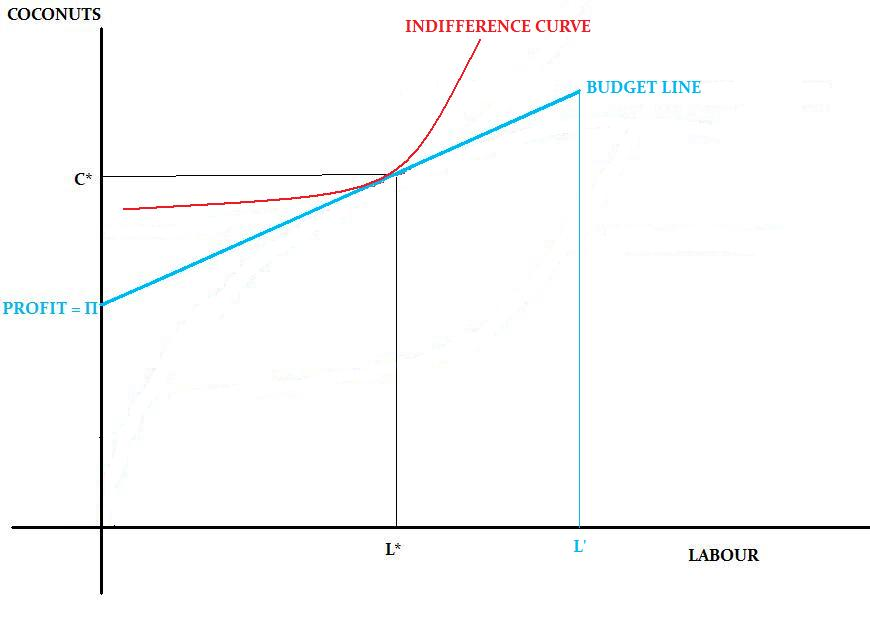
Figure 4: Robinson Crusoe’s maximisation problem showing his budget line and indifference curve

MRS Odpoczynek, kokosy  = w/1

## Równowaga
W równowadze popyt na orzechy kokosowe będzie równy podaży orzechów kokosowych oraz popyt na pracę będzie równy podaży pracy.
Należy zauważyć, że:
MRS Odpoczynek, kokosy  = w
MPL = w
→ MRS Odpoczynek, kokosy = MPL
Innymi słowy, korzystanie z systemu rynkowego daje taki sam efekt, jak wybór indywidualnych planów maksymalizacji użyteczności i minimalizacji kosztów. Jest to ważny wynik z perspektywy marko, ponieważ implikuje istnienie zestawu cen, nakładów i produktów w gospodarce, takich że zachowanie nastawione na maksymalizacje zysku firm oraz zachowanie konsumentów maksymalizujące użyteczność skutkują popytem na każde z dóbr równym podaży na rynkach. To oznacza, że może istnieć równowaga konkurencyjna. Zaletą równowagi konkurencyjnej jest to, że możliwa jest efektywna alokacja zasobów.